# Аутло, Бо
Чарльз «Бо» Аутло (англ. Charles "Bo" Outlaw; родился 13 апреля 1971, Сан-Антонио, Техас) — бывший американский профессиональный баскетболист. Аутло известен как атлетичный игрок, хороший персональщик с неплохим средним броском (.521 за карьеру).

## Карьера

### Колледж
Аутло играл за South Plains College и Университет Хьюстона. В студенческой лиге он в среднем набирал 14.0 очков и делал 5.1 подборов. В 1993 году он выставил свою кандидатуру на драфте НБА но не был задрафтован.

### Континентальная Баскетбольная Ассоциация
Аутло начал свою профессиональную карьеру в КБА, где он, несмотря на невысокий рост для центрового, добился прогресса в блок-шотах, 3.8 за игру за половину сезона в КБА, выступая за «Гранд-Рапидс Хупс».

### Национальная Баскетбольная Ассоциация
15 февраля 1994 Аутло дебютировал в НБА, имея на руках контракт с «Лос-Анджелес Клипперс». В своём дебютном матче Аутло набрал 13 очков и сделал 7 подборов, а его команда победила «Лос-Анджелес Лейкерс» со счётом 100-89. За «Клипперс» он отыграл три полных сезона, вышел в плей-офф в 1997 году, но проиграли «Юте Джаз» в первом раунде.

### Орландо Мэджик
Аутло не стал продлевать контракт с «Клипперс», после сезона 1996-97, и стал неограниченно свободным агентом. 5 сентября 1997 года он подписал двухлетний контракт с «Орландо Мэджик».
В сезоне 1997-98 Аутло провёл 82 игры, в 76 он выходил в стартовом составе и демонстрировал отличные статистические показатели, но в 1998 году «Орландо» не выходит в плей-офф, а главный тренер Чак Дэйли, входящий в зал славы баскетбола, уходит в отставку. На смену Дэйли пришёл Док Риверс, а Аутло переподписал контракт ещё на два года.
17 апреля 1998 Бо Аутло ухитрился набрать 25 очков, 13 подборов, и отдать 10 передач и помог «Орландо» обыграть «Нью-Джерси Нетс» 121—109. После игры репортёры спросили его, как он чувствует себя после первого в карьере трипл-дабла, на что Аутло спросил в ответ, «Каково это, съесть офигенный гамбургер?»

### Финикс, Мемфис, и возвращение Орландо
Аутло был освобождён в ноябре 2001 и подписан «Финикс Санз». После полутора сезонов с в команде, Аутло перебрался в «Мемфис», где воссоединился с бывшим товарищем по «Мэджик», Майком Миллером. В 2004 году, после одного сезона в «Мемфисе», Аутло возвратился в «Финикс», где ему мешали травмы, и его время игры было ограничено. В 2005 году, он вернулся в «Орландо», где сыграл в 75 матчах за три сезона.
В ноябре 2007 года, Аутло принял решение завершить спортивную карьеру из за многочисленных травм и возраста. В настоящее время проживает в Орландо.

## Статистика

### Статистика в НБА
| Сезон                                                                                    | Команда  | Регулярный сезон | Регулярный сезон | Регулярный сезон | Регулярный сезон | Регулярный сезон | Регулярный сезон | Регулярный сезон | Регулярный сезон | Регулярный сезон | Регулярный сезон | Регулярный сезон | Серия плей-офф | Серия плей-офф | Серия плей-офф | Серия плей-офф | Серия плей-офф | Серия плей-офф | Серия плей-офф | Серия плей-офф | Серия плей-офф | Серия плей-офф | Серия плей-офф |
| Сезон                                                                                    | Команда  | GP               | GS               | MPG              | FG%              | 3P%              | FT%              | RPG              | APG              | SPG              | BPG              | PPG              | GP             | GS             | MPG            | FG%            | 3P%            | FT%            | RPG            | APG            | SPG            | BPG            | PPG            |
| ---------------------------------------------------------------------------------------- | -------- | ---------------- | ---------------- | ---------------- | ---------------- | ---------------- | ---------------- | ---------------- | ---------------- | ---------------- | ---------------- | ---------------- | -------------- | -------------- | -------------- | -------------- | -------------- | -------------- | -------------- | -------------- | -------------- | -------------- | -------------- |
| 1993/94                                                                                  | Клипперс | 37               | 14               | 23,5             | 58,7             | 0,0              | 59,2             | 5,7              | 1,0              | 1,0              | 1,0              | 6,9              | Не участвовал  | Не участвовал  | Не участвовал  | Не участвовал  | Не участвовал  | Не участвовал  | Не участвовал  | Не участвовал  | Не участвовал  | Не участвовал  | Не участвовал  |
| 1994/95                                                                                  | Клипперс | 81               | 31               | 20,4             | 52,3             | 0,0              | 44,1             | 3,9              | 1,0              | 1,1              | 1,9              | 5,2              | Не участвовал  | Не участвовал  | Не участвовал  | Не участвовал  | Не участвовал  | Не участвовал  | Не участвовал  | Не участвовал  | Не участвовал  | Не участвовал  | Не участвовал  |
| 1995/96                                                                                  | Клипперс | 80               | 3                | 12,3             | 57,5             | 0,0              | 44,4             | 2,5              | 0,6              | 0,6              | 1,1              | 3,6              | Не участвовал  | Не участвовал  | Не участвовал  | Не участвовал  | Не участвовал  | Не участвовал  | Не участвовал  | Не участвовал  | Не участвовал  | Не участвовал  | Не участвовал  |
| 1996/97                                                                                  | Клипперс | 82               | 25               | 26,8             | 60,9             | 0,0              | 50,4             | 5,5              | 1,9              | 1,1              | 1,7              | 7,6              | 3              | 0              | 22,0           | 54,5           | 0,0            | 30,0           | 4,7            | 1,3            | 0,3            | 0,7            | 5,0            |
| 1997/98                                                                                  | Орландо  | 82               | 76               | 36,0             | 55,4             | 25,0             | 57,5             | 7,8              | 2,6              | 1,3              | 2,2              | 9,5              | Не участвовал  | Не участвовал  | Не участвовал  | Не участвовал  | Не участвовал  | Не участвовал  | Не участвовал  | Не участвовал  | Не участвовал  | Не участвовал  | Не участвовал  |
| 1998/99                                                                                  | Орландо  | 31               | 22               | 27,5             | 54,5             | 0,0              | 43,2             | 5,4              | 1,8              | 1,3              | 1,4              | 6,5              | 4              | 0              | 20,8           | 60,0           | -              | 46,2           | 3,8            | 0,5            | 0,3            | 2,0            | 4,5            |
| 1999/00                                                                                  | Орландо  | 82               | 55               | 28,4             | 60,2             | 0,0              | 50,6             | 6,4              | 3,0              | 1,4              | 1,8              | 6,0              | Не участвовал  | Не участвовал  | Не участвовал  | Не участвовал  | Не участвовал  | Не участвовал  | Не участвовал  | Не участвовал  | Не участвовал  | Не участвовал  | Не участвовал  |
| 2000/01                                                                                  | Орландо  | 80               | 69               | 31,7             | 61,4             | 50,0             | 57,3             | 7,7              | 2,8              | 1,3              | 1,7              | 7,3              | 4              | 4              | 33,5           | 61,5           | -              | 18,2           | 10,5           | 2,3            | 1,3            | 1,5            | 8,5            |
| 2001/02                                                                                  | Орландо  | 10               | 0                | 16,0             | 61,9             | -                | 44,4             | 2,9              | 0,5              | 0,9              | 0,9              | 3,4              | Не участвовал  | Не участвовал  | Не участвовал  | Не участвовал  | Не участвовал  | Не участвовал  | Не участвовал  | Не участвовал  | Не участвовал  | Не участвовал  | Не участвовал  |
| 2001/02                                                                                  | Финикс   | 73               | 36               | 24,2             | 55,0             | 50,0             | 41,7             | 4,6              | 1,7              | 0,8              | 1,1              | 4,7              | Не участвовал  | Не участвовал  | Не участвовал  | Не участвовал  | Не участвовал  | Не участвовал  | Не участвовал  | Не участвовал  | Не участвовал  | Не участвовал  | Не участвовал  |
| 2002/03                                                                                  | Финикс   | 80               | 20               | 22,5             | 55,0             | 0,0              | 62,1             | 4,6              | 1,4              | 0,6              | 0,9              | 4,7              | 6              | 0              | 11,7           | 10,0           | -              | 50,0           | 2,2            | 0,8            | 0,2            | 0,2            | 0,7            |
| 2003/04                                                                                  | Мемфис   | 82               | 1                | 19,6             | 51,0             | 0,0              | 52,6             | 4,2              | 1,1              | 0,9              | 0,9              | 4,6              | 4              | 0              | 15,3           | 0,0            | -              | 50,0           | 1,0            | 1,5            | 0,5            | 0,5            | 0,5            |
| 2004/05                                                                                  | Финикс   | 39               | 0                | 5,5              | 35,3             | -                | 55,6             | 1,4              | 0,3              | 0,2              | 0,3              | 0,7              | 1              | 0              | 2,0            | 0,0            | -              | -              | 0,0            | 1,0            | 1,0            | 0,0            | 0,0            |
| 2005/06                                                                                  | Орландо  | 32               | 0                | 11,1             | 60,3             | -                | 62,5             | 2,4              | 0,4              | 0,3              | 0,4              | 2,3              | Не участвовал  | Не участвовал  | Не участвовал  | Не участвовал  | Не участвовал  | Не участвовал  | Не участвовал  | Не участвовал  | Не участвовал  | Не участвовал  | Не участвовал  |
| 2006/07                                                                                  | Орландо  | 41               | 0                | 11,2             | 66,7             | -                | 59,1             | 2,6              | 0,4              | 0,4              | 0,1              | 2,0              | Не участвовал  | Не участвовал  | Не участвовал  | Не участвовал  | Не участвовал  | Не участвовал  | Не участвовал  | Не участвовал  | Не участвовал  | Не участвовал  | Не участвовал  |
| 2007/08                                                                                  | Орландо  | 2                | 0                | 3,5              | 66,7             | -                | -                | 0,0              | 0,0              | 0,0              | 0,0              | 2,0              | Не участвовал  | Не участвовал  | Не участвовал  | Не участвовал  | Не участвовал  | Не участвовал  | Не участвовал  | Не участвовал  | Не участвовал  | Не участвовал  | Не участвовал  |
|                                                                                          | Всего    | 914              | 352              | 22,7             | 56,7             | 7,9              | 52,1             | 4,9              | 1,6              | 0,9              | 1,3              | 5,4              | 22             | 4              | 18,9           | 44,6           | 0,0            | 35,7           | 4,0            | 1,2            | 0,5            | 0,9            | 3,3            |
| Наведите курсор мыши на аббревиатуры в заголовке таблицы, чтобы прочесть их расшифровку. |          |                  |                  |                  |                  |                  |                  |                  |                  |                  |                  |                  |                |                |                |                |                |                |                |                |                |                |                |

### Статистика в NCAA
| Сезон | Команда | Conf  | Class | GP | GS | MPG  | FG%  | 3P% | FT%  | RPG  | APG | SPG | BPG | PPG  |
| --- | ------- | ----- | ----- | -- | -- | ---- | ---- | --- | ---- | ---- | --- | --- | --- | ---- |
| 1991/92 | Хьюстон | SWC   | JR    | 31 | 31 | 31,6 | 68,4 | -   | 44,2 | 8,2  | 2,6 | 1,7 | 3,1 | 11,9 |
| 1992/93 | Хьюстон | SWC   | SR    | 30 | 30 | 35,2 | 65,8 | -   | 49,5 | 10,0 | 3,3 | 2,3 | 3,8 | 16,2 |
| Всего | Всего   | Всего | Всего | 61 | 61 | 33,3 | 66,9 | -   | 47,4 | 9,1  | 3,0 | 2,0 | 3,5 | 14,0 |
| Наведите курсор мыши на аббревиатуры в заголовке таблицы, чтобы прочесть их расшифровку Статистика приведена с сайта sports-reference.com |         |       |       |    |    |      |      |     |      |      |     |     |     |      |